# Woman's Club of Coconut Grove
Women's Club of Coconut Grove  es un edificio histórico ubicado en Miami, Florida.  Women's Club of Coconut Grove se encuentra inscrito  en el Registro Nacional de Lugares Históricos desde el 26 de marzo de 1975.  

## Ubicación
Women's Club of Coconut Grove se encuentra dentro del condado de Miami-Dade en las coordenadas 25°43′37″N 80°14′24″O / 25.726944, -80.24.